# بيت كيلي
بيت كيلي (بالإنجليزية: Pete Kelly)‏ هو سياسي أمريكي، ولد في 3 يونيو 1956 في فيربانكس في الولايات المتحدة. حزبياً، نشط في الحزب الجمهوري. وقد انتخب عضو مجلس ولاية ألاسكا.